# لوئی چهاردهم
لوئی چهاردهم (به فرانسوی: Louis XIV de France) (زادهٔ ۵ سپتامبر ۱۶۳۸ – درگذشتهٔ ۱ سپتامبر ۱۷۱۵)، ملقب به لوئی کبیر (Louis le Grand) پادشاه فرانسه و ناوار از ۱۴ مه ۱۶۴۳ تا زمان مرگش در ۷۷ سالگی بود. وی «۷۲ سال و ۱۱۰ روز» را بر تخت سلطنت نشست و از این روی میراث طولانی‌ترین سلطنت در تاریخ فرانسه و هم‌چنین تمام تاریخ اروپا را از خود بر جای نهاد.
او هنگامی که هنوز به پنج سالگی نرسیده بود به پادشاهی رسید ولی تا هنگام مرگ نخست‌وزیرش کاردینال ژول مازارن در سال ۱۶۶۱ میلادی، کنترلی بر اوضاع کشور نداشت. در این دوران فرانسه با امضای پیمان‌های وستفالی، پیرنه، الیوا و کپنهاگ به داور اصلی در موازنه قوای قاره اروپا تبدیل شد. پس از مرگ مازارن، لوئی با از میان بردن عناصر باقیمانده فئودالیسم در بخش‌هایی از کشورش، تلاش اعقاب خود در متمرکز کردن قدرت در پایتخت را ادامه و یکی از مقتدرترین حکومت‌های مطلقه را تشکیل داد که در نسل‌های جانشین تا انقلاب کبیر فرانسه ادامه پیدا کرد. از این رو او را «مقتدرترین پادشاه فرانسه» می‌نامند.
لوئی چهاردهم به فعالیت‌های دینی کلیسای کاتولیک در کشورش یکپارچگی بخشید. او با ابطال فرمان نانت، حقوق اقلیت پروتستان اوگنو را لغو و آن‌ها را مجبور به بازگشت به عقاید کاتولیک یا ترک وطن کرد تا جامعه پروتستان‌های فرانسه را از بین برده باشد.
در طول دوران بلند پادشاهی لوئی، فرانسه به عنوان یکه‌تاز میدان قدرت در اروپا، در سه جنگ عمده شامل جنگ فرانسه و هلند، جنگ ائتلاف آگسبورگ و جنگ جانشینی اسپانیا حضور داشت. عملیات نظامی سیاست خارجی لوئی را تعریف می‌کرد که این رویکرد حاصل شخصیت او بود.
از او با لقب‌هایی چون «پادشاه خورشید» و «لوئی کبیر» یاد می‌شود. پادشاهی او هم‌زمان با سلطنت شاه عباس دوم، شاه سلیمان و شاه سلطان حسین، آخرین پادشاهان دودمان صفوی در ایران بود. با ترکیبی از «تجارت، انتقام و انزجار»، لوئی می‌پنداشت جنگ راهی ایده‌آل برای تقویت جلال و شکوه اوست. در دوران صلح، خود را برای جنگ بعدی آماده می‌کرد. او به دیپلمات‌های خود آموخته بود که وظیفه آن‌ها ایجاد برتری راهبردی و تاکتیکی برای نظامیان این کشور است.

## سال‌های نخست زندگی
لوئی چهاردهم پنجم سپتامبر سال ۱۶۳۸ میلادی در کاخ سن ژرمن آن له چشم به جهان گشود. پدر او لوئی سیزدهم، پادشاه فرانسه و مادرش آن، دختر فلیپه سوم پادشاه اسپانیا بود. کودک تازه به دنیا آمده را لوئی دیودونه (لوئی خدا داد) نام نهادند چرا که مادر او در طی بیست سال پیش از آن چهار نوزاد مرده زایمان کرده بود و تولد لوئی به گونه‌ای معجزه‌ای از سمت خدا تلقی می‌شد. او از همان ابتدا عنوان دوفَن (Dauphin) به معنای ولیعهد را دریافت کرد.
لوئی سیزدهم که مرگ خود را نزدیک می‌دید در بهار سال ۱۶۴۳ تصمیم به سامان بخشیدن به امور پیش از رخت بربستن از دنیا گرفت. به جهت خردسالی لوئی چهاردهم، او با زیر پا گذاشتن رسومات معمول که ملکه آن را تنها نایب السلطنه معرفی می‌کرد، با صدور فرمانی وظیفه نیابت سلطنت فرزندش را به یک شورا واگذار نمود. دلیل این اقدام عدم اطمینان نسبت به کفایت سیاسی ملکه آن بود. به هر حال برای راضی نگاه داشتن آن، لوئی سیزدهم همسر خود را به ریاست این شورا گماشت.
برخلاف عرف آن روزگار، لوئی چهاردهم روابط صمیمانه‌ای با مادر خود داشت. افرادی که در اطراف لوئی حضور داشتند مدعی شده‌اند که او بیشتر وقت خود را کنار مادرش صرف می‌کرده‌است. هر دو آن‌ها علاقه زیادی به غذا و تئاتر داشته‌اند. گفته می‌شود علاقه لوئی به تئاتر از مادرش به او رسیده بود. این محبت و رابطه عاشقانه را می‌توان در خاطرات لوئی چهاردهم مشاهده کرد:
"طبیعت مسئول نخستین گره‌هایی بود که مرا به مادرم متصل کرد. اما اتصال‌هایی که بعداً با ویژگی‌های مشترک روحی ایجاد شدند ناگسستنی‌تر از آن‌هایی هستند که صرفاً با پیوند خونی شکل گرفته‌اند.
گفته می‌شود این مادر او بود که عقیده به داشتن حکومتی مستبدانه را در او پرورش داد.
در دوران طفولیت لوئی، مسئولیت آموزش او بر عهده فرانسوا د لانساک و ماری-کاترین دی سنسه نهاده شده بود. در سال ۱۶۴۶ مادرش او را برای ادامه تعلیمات لازم، به نیکلا دو نوفیل، نظامی و اشراف‌زاده فرانسوی سپرد. لوئی با فرزندان آموزگار جدید خود مخصوصاً فرانسوآ رابطه دوستی برقرار کرد.

## سلطنت
بلافاصله با مرگ لوئی سیزدهم در چهاردهم ماه مه ۱۶۴۳، ملکه آن با فسخ دستور همسر فقیدش از طریق پارلمان پاریس (نهاد قضایی متشکل از برخی اشراف و سران دینی)، شورای نیابت سلطنت را منحل کرد و خود به تنهایی زمام امور را به عنوان نایب السطنه به دست گرفت. او عده‌ای از وزرا و درباریان دوره پادشاه پیشین را به تبعید فرستاد. آن، ونسان دو پل را مشاور مذهبی خود کرد تا در امور دینی به او یاری برساند.
او تمام مقدرات دینی کشورش را تا سال ۱۶۶۱ با قدرت در دست داشت. مهم‌ترین اقدام او در زمینه انتصاب کاردینال مازارن به عنوان رئیس‌الوزرا و پیگیری سیاست‌های مذهبی همسر فقیدش بود. دلیل انتصاب مازارن را توانایی‌های او و وابستگی تمام عیارش به آن دانسته‌اند. نایب السلطنه جهت محافظت از رئیس‌الوزرا تمامی مخالفان و توطئه‌گران علیه مازارن از جمله سزار د وندم، دوک وندم و برادر ناتنی و نامشروع لوئی سیزدهم را با توقیف یا تبعید از میان برداشت. او بیشتر وظایف اداره سیاسی کشور را به مازارن تفویض کرد. آن قصد داشت قدرت مطلقه و پادشاهی پیروزمندانه را تحویل پسرش بدهد.
نمونه‌ای که شیوه حاکمیت آن را به خوبی روشن می‌کند، حفظ پیر سگییر در مقام خود به عنوان صدراعظم بود. سگییر پیش از این در دوران لوئی سیزدهم آن را به جرم جاسوسی برای اسپانیا متهم کرده و تحت فشار قرار داده بود به گونه‌ای که آن برای سال‌ها در دوران پادشاهی همسرش عملاً در حصر خانگی قرار داشت. او با این تصمیم نشان داد منافع کشور فرانسه و فرزندش را به تمایلات و خواسته‌های شخصی ترجیح می‌دهد. او برای بازگرداندن صلحی پایدار بین دو کشور هم کیش، در تلاش بود جنگ بین دو کشور را به پایان برساند. تمایل آن به حمایت از مذهب کاتولیک در روابط خارجی موجب شد جمهوری هلند، متحد پروتستان فرانسه، به انعقاد قراردادی جداگانه با اسپانیا رو بیاورد.
تلاش‌های آن و مازارن نهایت منجر به پایان جنگ مذهبی موسوم به جنگ سی ساله بین ملت‌های اروپایی با امضای پیمان وستفالی در سال ۱۶۴۸ شد.
لوئی که در پنج سالگی به سلطنت رسیده بود، دوران کودکی خود را با شورش اشراف فرانسه که به فروند مشهور بود و با حمایت دولت اسپانیا صورت گرفته بود، پشت سر گذاشت. این واقعه موجب شد تا لوئی اعتمادش را به اطرافیان از دست بدهد و سیاست تمرکز قدرت و خلع ید از اشراف را در پی بگیرد. پس از مرگ مازارن لوئی از انتصاب یک وزیر هم خودداری کرد و جمله معروف «دولت یعنی من» به او منسوب است.
لوئی چهاردهم نیروی فرانسه را در اروپا افزایش داد. وی در زمان زندگیش سه جنگ بزرگ را پشت سر گذاشت: جنگ هلند، جنگ نه‌ساله با انگلستان و جنگ‌های جانشینی اسپانیا. همچنین دو جنگ کوچک را آزمود: جنگ واگذاری با اسپانیا و جنگ رونیون. پس از مرگ مازارن، ائتلافی بین‌المللی علیه فرانسه (مثلث لاهه) شکل گرفت که موجب توازن قوا و ضعف فرانسه شد.
سنت دولت‌گرایی فرانسه در دوران لوئی چهاردهم به اوج خود رسید. هنر، ادبیات، معماری، علم و صنعت نیز در این زمان چنان اوج گرفت که در تاریخ اروپا سابقه نداشت.
از آغاز دهه ۱۶۹۰، ضعف نسبی ناشی از جنگ‌ها و درگیری‌های طولانی از یک سو و شکل‌گیری ائتلافی بین‌المللی علیه فرانسه (مثلث لاهه) در ۱۶۶۸ از سوی دیگر عرصه را بر این کشور تنگ کرد. لوئی با حفظ دوازده نقطه مهم از دیگر ادعاهای خود صرف نظر کرد و قرارداد صلح آکس لاشاپل را در می ۱۶۶۸ امضا کرد. او مجبور شد پیمان‌های نیمیخن را در اوت ۱۶۷۸ بپذیرد و در ۱۶۷۹ با امپراتوری مقدس روم قرارداد صلح امضا کند. پس از این قراردادها سیاست گردهمایی یا تجدید وحدت مبنی بر الحاق مناطقی که مدعی قدرتمند دیگری برای آن‌ها وجود نداشت را در پیش گرفت.
لغو فرمان نانت در ۱۶۸۵ و الغای آزادی‌های مذهبی نیز منجر به ضعف فرانسه شد. در پی این تصمیم، پروتستان‌های فرانسه که اغلب سرمایه‌دار بودند مجبور به ترک فرانسه و انتقال سرمایه‌های خود به کشورهای دیگر شدند. پیر بل پدر لغت‌نامه فرانسوی یکی از این مهاجران بود که به هلند رفت.
به این ترتیب هم کشورهای پروتستان، به رهبری هلند و هم کشورهای کاتولیک، به رهبری امپراتوری مقدس روم علیه فرانسه متحد شدند و در ۱۶۸۶ اتحادیه آگسبورگ را علیه فرانسه تشکیل دادند. هدف اتحادیه آگسبورگ بازگرداندن فرانسه به مرزهای وستفالی و پیرنه بود. لوئی آخرین متحد خود، یعنی جیمز دوم، پادشاه انگلستان را در پی انقلاب باشکوه ۱۶۸۸ از دست داد و در نتیجه جبهه متحدی از تمام اروپا ضد فرانسه تشکیل شد. آخرین امید لوئی ترکان عثمانی بودند که با معاهده کارلوویتز بسیاری از متصرفات خود در اروپا را از دست دادند. لوئی مجبور شد در ۱۶۹۷ با معاهده ریسویک دست از سیاست‌های جاه‌طلبانه خود بکشد. ویلیام سوم پادشاه انگلستان نیز یک اتحادیه ضد فرانسوی از کشورهای هلند، امپراتوری مقدس روم، براندنبورگ-پروس، پادشاهی پرتغال و ساووی تشکیل داد. در این جنگ‌ها قدرت فرانسه تضعیف شد تا آنکه سرانجام پیمان اوترخت در سال ۱۷۱۳ میان فرانسه و کشورهای فوق و معاهده راشتات در ۱۷۱۴ میان فرانسه و امپراتوری مقدس روم منعقد شد. در نتیجه این جنگ‌ها و همچنین جنگ جانشینی اسپانیا، راه برای اقتدار انگلستان هموار شد.
او خود را به عنوان نماینده مستقیم خداوند یا حق‌الهی قدرت مطلق پادشاهی می‌دانست. برای نشان دادن این موقعیت او خورشید را به عنوان نماد خود انتخاب کرد و تصویری از روضلی («پادشاه خورشید») که توسط میشل ژک گابریل طراحی و وجود آورد که در آن تمام قلمرو حاکم وجود داشت. لوئی نامی جنجالی و مشهور «من دولتم» (L'État, c'est moi) برای خود انتخاب کرده بود.
لوئی چهاردهم علاقه خاصی به هنر، ادبیات، موسیقی، تئاتر و ورزش داشته‌است. او با برخی از بزرگ‌ترین شخصیت‌های هنری زمان خود، از جمله نمایشنامه‌نویس مولیر (۱۶۲۳–۱۶۷۳)، نقاش شارل لو برن (۱۶۹۰) و میشل ژک گابریل (۱۶۶۷) و آهنگساز ژان باپتیست لولی (۱۶۳۲)، رابطه بسیار خوبی داشته‌است.

## زندگی خصوصی
لوئی چهاردهم، صاحب یکی از بزرگ‌ترین مجموعه‌های کفش در زمان خود بوده‌است. وی تنها یک متر و ۶۳ سانتیمتر قد داشت و با پوشیدن کفش‌هایی با پاشنه‌های ۱۰ سانتی‌متری خود را بلند قدتر نشان می‌داد. در دهه ۱۶۷۰ میلادی، لوئی چهاردهم فرمانی صادر کرد مبنی بر آن‌که تنها اعضای دربارش اجازه داشتند «کفش‌های پاشنه‌بلند قرمز رنگ» بپوشند.